# Eosphora thoides
Eosphora thoides är en hjuldjursart som beskrevs av Wulfert 1935. Eosphora thoides ingår i släktet Eosphora och familjen Notommatidae. Inga underarter finns listade i Catalogue of Life.